# Beatriz Bonnet

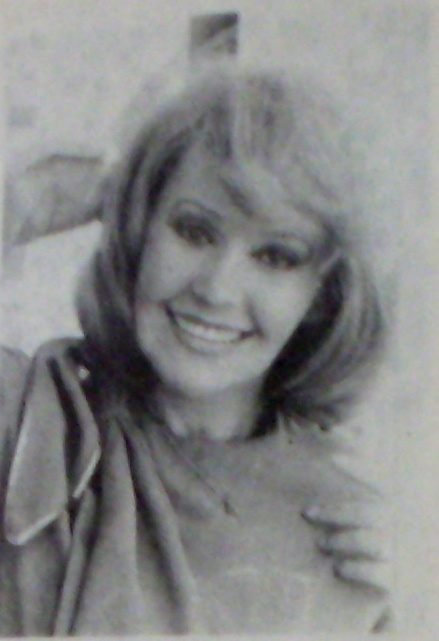
Bonnet (1982)

Nelly Beatris Auchter Bonnet, auch als Nelly Beatriz Bonnet später Beatriz Bonnet bekannt, (geboren am 11. Dezember 1930 in Gualeguay, Argentinien; gestorben am 19. Februar 2020 in Buenos Aires, Argentinien) war eine argentinische Filmschauspielerin und Komikerin.

## Leben
Beatriz Bonnet wurde als Tochter einer alleinerziehenden Mutter geboren. Bis in ihre Jugend hieß sie Nelly Beatriz Bonnet. Später trat sie nur mehr unter dem Namen Beatriz Bonnet (Künstlername BB) auf. Im Alter von 15 Jahren heiratete sie und nahm den Nachnamen ihres Mannes, López Verde, an. Die Ehe war nur von kurzer Dauer, ein Jahr später trennten sie sich wieder und sie nahm ihren Mädchennamen wieder an. Ihre Karriere begann sie als Operettenschauspielerin auf Canal 7. Erste Beachtung fand sie für ihre Interpretation in der Operette My Fair Lady, wo sie als Vertretung für Rosita Quintana einsprang.  Ihren letzten Auftritt in einer TV-Serie hatte Bonnez 2006 in der TV-Serie Amo de casa. Bonnett spielte in 47 Filmen mit. Sie gewann fünf Mal den Martín Fierro.
Im Januar 2020 verschlechterte sich ihr Gesundheitszustand und sie starb am 19. Februar 2020.

## Filmografie
- 1953: Mansedumbre
- 1953: El pecado más lindo del mundo
- 1955: Canario rojo
- 1956: Novia para dos
- 1960: Topaze (TV-Mini-Serie, 10 Folgen)
- 1960: El fantasma de la ópera (TV-Mini Serie, 9 Folgen)
- 1960: Obras maestras del terror (TV-Serie, 1 Folge)
- 1962: Operación G
- 1963: Los que verán a Dios
- 1964: El club del clan
- 1965: Show Standard Electric (TV-Mini Serie, 9 Folgen)
- 1965: La pérgola de las flores
- 1965: Show Rambler
- 1965: Mate para cuatro (TV-Serie, 19 Folgen)
- 1966: Con el más puro amor
- 1966: Villa Delicia: playa de estacionamiento, música ambiental
- 1966: Necesito una madre
- 1968: Un muchacho como yo
- 1969: El bulín
- 1970: Pasión dominguera
- 1971: Musicalísimo Grand Hotel (TV-Serie, 3 Folgen)
- 1970–1971: Esto es teatro (TV-Serie, 2 Folgen)
- 1973: Teatro de Pacheco (TV-Serie, 1 Folge)
- 1973: Teatro argentino (TV-Serie, 1 Folge)
- 1973: Politikabaret (TV-Serie, 3 Folgen)
- 1973: El mundo del espectáculo (TV-Serie, 1 Folge)
- 1973: Um Caipira em Bariloche
- 1974: Humor a la italiana (TV-Serie, 3 Folgen)
- 1973–1975: Teatro como en el teatro (TV-Serie, 5 Folgen)
- 1976: El profesor erótico
- 1979: La esposa constante
- 1980: María, María y María (TV-Serie, 19 Folgen)
- 1981: Matrimonios y algo más (TV-Serie, 3 Folgen)
- 1981: La Torre en jaque (TV-Serie, 9 Folgen)
- 1981–1982: Teatro de humor
- 1982: La historieta (TV-Serie, 2 Folgen)
- 1983: Mesa de noticias (TV-Serie, 20 Folgem)
- 1984: Sálvese quien pueda
- 1986: El infiel (TV-Serie, 40 Folgen)
- 1987: Matrimonios y algo más (TV-Serie, 39 Folgen)
- 1972–1994: Alta comedia (TV-Serie, 5 Folgen)
- 1995: La casa de la esquina (TV-Serie, 31 Folgen)
- 1994–1995: Aprender a volar (TV-Serie, 23 Folgen)
- 1998: Mar de amores
- 2000: Ilusiones (compartidas) (TV-Serie, 138 Folgen)
- 2006: Amo de casa (TV-Serie, 160 Folgen)
- 2012: El Tabarís, lleno de estrellas

## Preise
- Martín Fierro (5×)
- Molière
- Premio Podestá
- Premio Konex
- Premio "Bamba de Córdoba"
- Premio "Racimo de Uva", San Juan[6]